# Milíčov (Kratonohy)
Milíčov je zaniklá vesnice umísťovaná do okolí obce Kratonohy.

## Historie
O obci se dochoval jediný písemný záznam z roku 1409, kdy byl jejím majitelem vladyka Václav z Milíčova. Vesnice pravděpodobně zanikla za husitských válek. Podle některých pramenů je umisťována na místo pozdější vesnice Michnovka, ležící 2,5 km jižně od Kratonoh.